# Furcifer tuzetae
Furcifer tuzetae är en ödleart som beskrevs av Brygoo, Bourgat och Domergue 1972. Furcifer tuzetae ingår i släktet Furcifer och familjen kameleonter. IUCN kategoriserar arten globalt som otillräckligt studerad. Inga underarter finns listade i Catalogue of Life.
Arten förekommer i en mindre region på sydvästra Madagaskar. Honor lägger ägg.